# Chakim Foezajlov
Chakim Foezajlov (Russisch:  Хаким Каюмович Фузайлов) (Koergan-Tjoebe, 12 augustus 1964) is een Tadzjieks voetbalcoach en voormalig voetballer.

## Biografie
Moechamadnjev begon zijn carrière bij Pachtakor Koergan-Tjoebe, een satellietclub van Pamir Doesjanbe waar hij na één seizoen naartoe ging en dat destijds in de Pervaja Liga speelde, de tweede klasse van de Sovjet-competitie. In 1988 werd de club kampioen. De volgende drie seizoenen speelde hij met Pamir in de Sovjet Top Liga. Na het uiteenvallen van de Sovjet-Unie speelde hij verder in de Tadzjiekse competitie. Pamir was de enige club van niveau in de vroegere Sovjet-Unie uit Tadzjikistan en het niveau van de nieuwe competitie lag dan ook erg laag. Na vier wedstrijden besloot hij om te gaan spelen voor Lokomotiv Moskou spelen in de nieuwe Russische competitie, net als zijn teammaat Moechsin Moechamadnjev. Hij speelde in de UEFA Europa League in een wedstrijd tegen Juventus voor de club. In 1995 ging hij voor tweedeklasser Arsenal Toela spelen, waar hij zijn carrière ook beëindigde. 
Hij speelde zes wedstrijden voor het nationaal elftal. 
Na zijn spelerscarrière werd hij trainer. In 2000 leidde hij Dinamo Samarkand naar de finale van de Oezbeekse beker.